# Signaux routiers de prescriptions particulières
La Convention de Vienne sur la signalisation routière, adoptée le 8 novembre 1968, définit huit catégories de signaux : les signaux d'avertissement de danger, les signaux de priorité, les signaux d'interdiction ou de restriction, les signaux d'obligation, les signaux de prescriptions particulières, les signaux d'information, d'installation ou de service, les signaux de direction, de jalonnement ou d'indication, les panneaux additionnels.
Le présent article est consacré aux signaux de prescriptions particulières.
Le descriptif ci-après est celui défini dans la convention de Vienne. Il ne se retrouve donc que dans les signaux nationaux des pays qui ont ratifié cette convention.

## Caractéristiques générales et symboles
Les signaux de prescriptions particulières sont généralement carrés ou circulaires, à fond bleu avec un symbole ou une inscription de couleur claire, ou à fond clair avec un symbole ou une inscription de couleur foncée.

## Description
Quatorze signaux ou familles de signaux sont retenus dans la convention de Vienne en tant que signaux de prescriptions particulières :
- Signaux indiquant une prescription ou un danger pour une ou plusieurs voies de circulation
- Signaux indiquant la voie réservée aux services réguliers de transport en commun
- Signal «Sens unique»
- Signal de présélection
- Signaux annonçant l’entrée ou la sortie d’une autoroute
- Signaux annonçant l’entrée ou la sortie d’une route où les règles de circulation sont les mêmes que sur une autoroute
- Signaux indiquant l’entrée et la fin d’une agglomération
- Signaux à validité zonale
- Signaux annonçant l’entrée ou la sortie d’un tunnel où s’appliquent des règles particulières
- Signal «Passage pour piétons»
- Signal «Hôpital»
- Signal «Parcage»
- Signaux annonçant un arrêt d’autobus ou de tramway
- Signaux annonçant une place d’arrêt en cas d’urgence ou de danger